# Arcos del Sitio

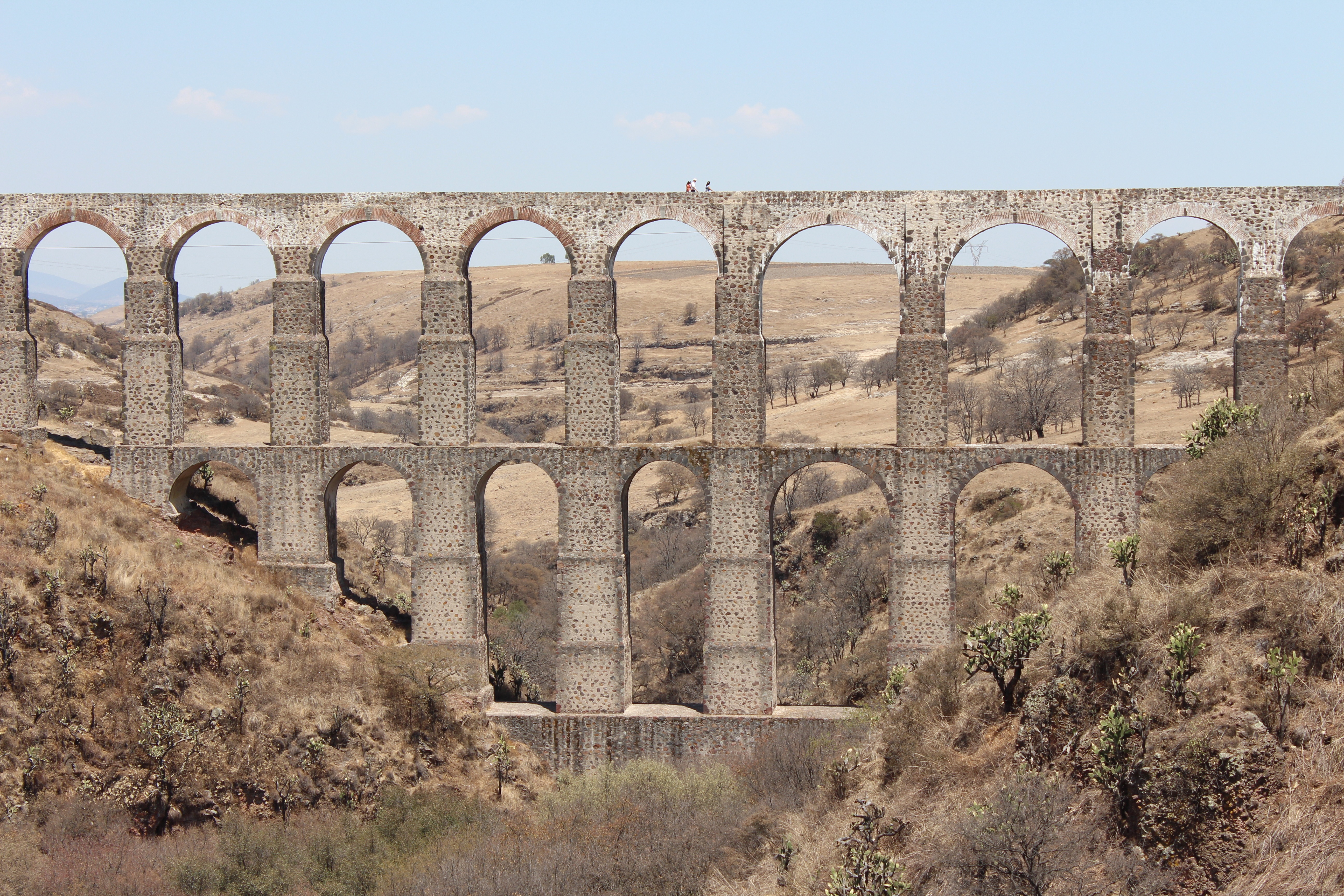
Arcos del Sitio

Die Arcos del Sitio, auch Acueducto de Tepotzotlán oder Acueducto de Xalpa genannt, sind ein Aquädukt in Mexiko, der etwa 29 km nordwestlich von Tepotzotlán im Bundesstaat México ein tief eingeschnittenes Bachbett überquert.
Der Aquädukt hat eine Länge von 438 m, zusammen mit einem noch vorhandenen Kanalabschnitt insgesamt 492 m. Er hat 43 Bögen, die sich auf vier Etagen verteilen. Das Bauwerk hat eine Höhe von 61 m über dem Bachbett.
Die Arcos del Sitio waren Teil einer über 40 km langen Wasserleitung, die die weiter westlich gelegenen Ländereien der Hacienda de Xalpa (19° 49′ 20″ N, 99° 11′ 2″ W) bewässern sollte, die dem Jesuiten-Kolleg in Tepotzotlán gehörten.
Der Bau der Arcos del Sitio und der Wasserleitung wurde 1706 von den Jesuiten des Kollegs begonnen, wurde aber 1767 durch ihre Vertreibung aus Spanien und dem Vizekönigreich Neuspanien  unterbrochen. Die Hacienda de Xalpa gelangte danach in den Besitz von Pedro Romero de Terreros, 1. Conde de Regla (1710–1781). Die Wasserleitung wurde erst 1854 auf Veranlassung eines Nachkommen fertiggestellt.
Das Aquädukt liegt gegenwärtig (2015) im Bereich des Centro Ecoturístico Arcos del Sitio, einem kleinen Vergnügungspark. 